# Équipe des États-Unis de rugby à XV à la Coupe du monde 2019
L'équipe des États-Unis de rugby à XV participe à la Coupe du monde en 2019, pour la huitième fois sur neuf éditions.

## Préparation de l'évènement

### Pacific Nations Cup
Les États-Unis participent à la coupe des nations du pacifique, dans la poule A, où ils remportent leurs deux premiers matchs mais perdent le dernier contre le Japon.
| 27 juillet 2019 | États-Unis | 47 - 19 (20 - 0) | Canada | Infinity Park 5 000 spectateurs Arbitre : Andrew Brace |
| 27 juillet 2019 |            |                  |        | Infinity Park 5 000 spectateurs Arbitre : Andrew Brace |
| 27 juillet 2019 |            |                  |        | Infinity Park 5 000 spectateurs Arbitre : Andrew Brace |

| 3 août 2019 | États-Unis | 13 - 10 (10 - 7) | Samoa | ANZ Stadium (Suva) Arbitre : Nigel Owens |
| 3 août 2019 |            |                  |       | ANZ Stadium (Suva) Arbitre : Nigel Owens |
| 3 août 2019 |            |                  |       | ANZ Stadium (Suva) Arbitre : Nigel Owens |

| 10 août 2019 | États-Unis | 20 - 34 (13 - 20) | Japon | ANZ Stadium (Suva) Arbitre : Glen Jackson |
| 10 août 2019 |            |                   |       | ANZ Stadium (Suva) Arbitre : Glen Jackson |
| 10 août 2019 |            |                   |       | ANZ Stadium (Suva) Arbitre : Glen Jackson |

| Rang | Pays       | J | V | N | D | Bo | Bd | Pm | Pe | Diff | Pts |
| ---- | ---------- | - | - | - | - | -- | -- | -- | -- | ---- | --- |
| 1    | Fidji (T)  | 3 | 2 | 0 | 1 | 1  | 0  | 69 | 50 | +19  | 9   |
| 2    | États-Unis | 3 | 2 | 0 | 1 | 1  | 0  | 80 | 63 | +17  | 9   |
| 3    | Tonga      | 3 | 1 | 0 | 2 | 1  | 0  | 57 | 89 | -32  | 5   |

| Rang | Pays       | J | V | N | D | Bo | Bd | Pm  | Pe  | Diff | Pts |
| ---- | ---------- | - | - | - | - | -- | -- | --- | --- | ---- | --- |
| 1    | Japon      | 3 | 3 | 0 | 0 | 3  | 0  | 109 | 48  | +61  | 15  |
| 2    | Fidji (T)  | 3 | 2 | 0 | 1 | 1  | 0  | 69  | 50  | +19  | 9   |
| 3    | États-Unis | 3 | 2 | 0 | 1 | 1  | 0  | 80  | 63  | +17  | 9   |
| 4    | Samoa      | 3 | 1 | 0 | 2 | 0  | 2  | 38  | 40  | -2   | 6   |
| 5    | Tonga      | 3 | 1 | 0 | 2 | 1  | 0  | 57  | 89  | -32  | 5   |
| 6    | Canada     | 3 | 0 | 0 | 3 | 0  | 1  | 55  | 118 | -63  | 1   |

|  | Vainqueur |

T Tenant du titre
Attribution des points
Victoire : 4, match nul : 2, défaite : 0 ; plus les bonus (offensif : 4 essais marqués minimum ; défensif : défaite par 7 points d'écart maximum).
Règles de classement
Lorsque deux équipes sont à égalité au nombre total de points terrain, la différence se fait aux nombre de points terrains particuliers entre les équipes à égalité.

### Matchs de préparation
En plus de ses trois matchs de Pacific Nations Cup, l'équipe des États-Unis effectue également un tests matchs, dont un contre l'équipe du Canada remporté à l'extérieur.
| No | Date             | Lieu                       | Match               | Score   | Compétition |
| -- | ---------------- | -------------------------- | ------------------- | ------- | ----------- |
| 1  | 7 septembre 2019 | BC Place, Vancouver Canada | Canada – États-Unis | 15 – 20 | Test match  |

## Joueurs sélectionnés

### Liste définitive
Les joueurs cités ci-dessous ont été sélectionnés par Gary Gold pour la Coupe du monde 2019.
Le nombre de sélections et de points inscrits a été mis à jour le 10 septembre 2019.

#### Les avants
| Nom               | Poste           | Naissance         | Sélections (points marqués) | Club                        | Année 1re sélection |  |
| Dylan Fawsitt     | Talonneur       | 24 juillet 1990   | 12 (15)                     | Rugby United New York       | 2018                |  |
| James Hilterbrand | Talonneur       | 21 mai 1989       | 19 (0)                      | Manly RFC                   | 2016                |  |
| Joe Taufete'e     | Talonneur       | 4 octobre 1992    | 23 (100)                    | Worcester Warriors          | 2015                |  |
| David Ainu'u      | Pilier          | 20 novembre 1999  | 8 (0)                       | Stade toulousain            | 2018                |  |
| Eric Fry          | Pilier          | 14 septembre 1987 | 45 (15)                     | Rugby club vannetais        | 2011                |  |
| Olive Kilifi      | Pilier          | 28 septembre 1986 | 27 (0)                      | Seawolves de Seattle        | 2013                |  |
| Titi Lamositele   | Pilier          | 11 février 1995   | 28 (10)                     | Saracens                    | 2013                |  |
| Paul Mullen       | Pilier          | 16 novembre 1991  | 14 (0)                      | Newcastle Falcons           | 2018                |  |
| Nate Brakeley     | 2e ligne        | 31 août 1989      | 21 (5)                      | Rugby United New York       | 2016                |  |
| Nick Civetta      | 2e ligne        | 5 novembre 1989   | 23 (20)                     | Doncaster Knights           | 2016                |  |
| Ben Landry        | 2e ligne        | 26 mars 1991      | 22 (5)                      | Ealing Trailfinders         | 2016                |  |
| Greg Peterson     | 2e ligne        | 26 mars 1991      | 26 (5)                      | Newcastle Falcons           | 2014                |  |
| Hanco Germishuys  | 3e ligne aile   | 24 août 1996      | 17 (45)                     | Raptors de Glendale         | 2016                |  |
| Tony Lamborn      | 3e ligne aile   | 31 juillet 1994   | 19 (35)                     | Melbourne Rebels            | 2015                |  |
| Ben Pinkelman     | 3e ligne aile   | 13 juin 1994      | 2 (0)                       | États-Unis VII              | 2019                |  |
| John Quill        | 3e ligne aile   | 10 mars 1990      | 36 (25)                     | Rugby United New York       | 2012                |  |
| Malon Al-Jiboori  | 3e ligne centre | 1er août 1997     | 5 (5)                       | Raptors de Glendale         | 2018                |  |
| Cam Dolan         | 3e ligne centre | 7 mars 1990       | 47 (80)                     | Gold de La Nouvelle-Orléans | 2013                |  |

#### Les arrières
| Nom                  | Poste            | Naissance         | Sélections (points marqués) | Club                 | Année 1re sélection | In |
| Nate Augspurger      | Demi de mêlée    | 31 janvier 1990   | 24 (35)                     | Legion de San Diego  | 2016                |    |
| Shaun Davies         | Demi de mêlée    | 20 juin 1989      | 25 (33)                     | Raptors de Glendale  | 2012                |    |
| Ruben de Haas        | Demi de mêlée    | 9 octobre 1998    | 13 (25)                     | Cheetahs             | 2018                |    |
| AJ MacGinty          | Demi d'ouverture | 26 février 1990   | 24 (276)                    | Sale Sharks          | 2015                |    |
| Will Magie           | Demi d'ouverture | 23 février 1992   | 25 (82)                     | Raptors de Glendale  | 2017                |    |
| Bryce Campbell       | 3/4 centre       | 21 septembre 1994 | 28 (35)                     | London Irish         | 2016                |    |
| Paul Lasike          | 3/4 centre       | 18 juin 1990      | 16 (25)                     | Harlequins           | 2018                |    |
| Thretton Palamo      | 3/4 centre       | 22 septembre 1988 | 18 (0)                      | Sabercats de Houston | 2007                |    |
| Marcel Brache        | 3/4 aile         | 15 octobre 1987   | 19 (10)                     | Western Force        | 2016                |    |
| Martin Iosefo        | 3/4 aile         | 13 janvier 1990   | 6 (10)                      | États-Unis VII       | 2016                |    |
| Blaine Scully (cap.) | 3/4 aile         | 29 février 1988   | 50 (65)                     | Cardiff Blues        | 2011                |    |
| Mike Te'o            | 3/4 aile         | 23 juillet 1993   | 24 (70)                     | Legion de San Diego  | 2016                |    |
| Will Hooley          | Arrière          | 28 octobre 1993   | 12 (28)                     | Bedford Blues        | 2007                |    |